# Мура (Бреша)
Мура (итал. Mura) је насеље у Италији у округу Бреша, региону Ломбардија.
Према процени из 2011. у насељу је живело 366 становника. Насеље се налази на надморској висини од 696 м.

## Становништво
Према резултатима пописа становништва 2011. у општини је живело 790 становника.
| 1951. | 1961. | 1971. | 1981. | 1991. | 2001. | 2011. |
| ----- | ----- | ----- | ----- | ----- | ----- | ----- |
| 899   | 809   | 782   | 737   | 702   | 780   | 790   |